# La Serenissima (álbum)
La Serenissima es el segundo álbum de estudio de Rondò Veneziano, publicado el 27 de octubre de 1981 por Baby Records.

## Descripción
Las composiciones musicales son de Gian Piero Reverberi y Laura Giordano, con arreglos y dirección a cargo del propio Reverberi. Fue grabado en los estudios Varirecording y Queen, en Milán, y mezclado en los estudios Queen y Country Lane por Plinio Chiesa, Harry Thumann, Michele Muti y Gian Piero Reverberi. La portada es obra de Guido Parmigiani. Las animaciones del videoclip fueron realizadas por Guido Manuli.
Especialmente conocida por el gran público es la pieza Sinfonia per un addio, cuyo interludio llegó a ser la sintonía del programa de actualidad Speciale TG1, de la cadena estatal Rai 1.
En el Reino Unido fue publicado por Fanfare Records en 1983, con el título Venice in Peril y una nueva portada diseñada por el dibujante Angus McKie. En la contraportada aparece la siguiente frase de presentación:

Imagina un futuro lejano en el que el hombre haya descuidado una de las ciudades más bellas del mundo: Venecia. La música clásica italiana, pero con una diferencia, ha permanecido como único recuerdo de la magia y el romanticismo de su antiguo esplendor. Lo que podría sucederle a Venecia es la historia de Rondò Veneziano.

En las ediciones británica y australiana se tituló Venice in Peril, pero en la portada del álbum era Venezia 2000. El álbum logró entrar en el top 40 de las listas de ambos países, y fue certificado como disco de oro en el Reino Unido.

## Lista de canciones
| N.º | Título                  | Escritor(es)                          | Duración |  |
| 1.  | «La Serenissima»        | Gian Piero Reverberi - Laura Giordano | 2:18     |  |
| 2.  | «Rialto»                | Reverberi - Giordano                  | 3:00     |  |
| 3.  | «Canal grande»          | Reverberi - Giordano                  | 2:57     |  |
| 4.  | «Aria di festa»         | Reverberi - Giordano                  | 2:56     |  |
| 5.  | «Sinfonia per un addio» | Reverberi - Giordano                  | 5:42     |  |
| 6.  | «Arlecchino»            | Reverberi - Giordano                  | 3:06     |  |
| 7.  | «Regata dei dogi»       | Reverberi - Giordano                  | 2:54     |  |
| 8.  | «Notturno in gondola»   | Reverberi - Giordano                  | 4:30     |  |
| 9.  | «Capriccio veneziano»   | Reverberi - Giordano                  | 3:46     |  |
| 10. | «Magico incontro»       | Reverberi - Giordano                  | 3:02     |  |

## Personal
Los créditos están adaptados de las notas del álbum.
- Gian Piero Reverberi – arreglos, dirección, ingeniería de sonido, producción
- Harry Thumann – ingeniería de sonido
- Michele Muti – ingeniería de sonido
- Plinio Chiesa – ingeniería de sonido

## Posición en listas
| Listas (1982)            | Posición más alta |
| ------------------------ | ----------------- |
| Italia (Billboard)       | 10                |
| Italia (Musica e dischi) | 8                 |

| Listas (1983)                       | Posición más alta |
| ----------------------------------- | ----------------- |
| Reino Unido (Official Albums Chart) | 59                |

| Listas (1984)                       | Posición más alta |
| ----------------------------------- | ----------------- |
| Reino Unido (Official Albums Chart) | 39                |

| Listas (1988-1990)                  | Posición más alta |
| ----------------------------------- | ----------------- |
| Australia (ARIA Charts)             | 37                |
| Reino Unido (Official Albums Chart) | 34                |